# لگوتا ویلکا (استان ووتسکی)
لگوتا ویلکا (استان ووتسکی) (به لاتین: Lgota Wielka) یک روستا در لهستان است که در گمینا لگوتا ویلکا واقع شده‌است. لگوتا ویلکا ۶۳۶ نفر جمعیت دارد.